# Кембриджська угода
Кембриджська угода була підписана 29 серпня 1629 року в Кембриджі, Англійське королівство, між акціонерами компанії «Массачусетська затока».
За умовами угоди ті, хто мали намір емігрувати до Нового світу, могли придбати акції компанії тих акціонерів, які віддали перевагу залишитися в Англії. Таким чином, угода стала передумовою для заснування міста Бостон, штат Массачусетс.
Кембриджська угода передбачала, що колонія Массачусетської затоки буде не під керівництвом, що базується в Лондоні, а безпосередньо під керівництвом місцевих органів в Новій Англії. Незважаючи на пуританські погляди, не всі акціонери компанії мали намір емігрувати за океан. Вони продали свої частки тим акціонерам, які збиралися емігрувати, в обмін на гарантії місцевого контролю над колонією. Джон Вінтроп став лідером емігруючої сторони компанії після складання угоди і був обраний губернатором колонії у жовтні 1629 року.
Угода гарантувала самоврядування колонії Массачусетс, яка повинна нести відповідальність тільки перед англійською короною. Колонія і компанія стали одним цілим у всіх аспектах. Пуританці на чолі з Вінтропом перевезли оригінал угоди до Америки через Атлантику в 1630 році.
12 сторін, підписавших угоду:
- Річард Солтонстолл
- Томас Дадлі
- Вільям Ва́ссалл
- Ніколас Вест
- Ісаак Джонсон
- Джон Хамфрі
- Томас Шарп
- Інкріс Новелл
- Джон Вінтроп
- Вільям Пінчон
- Келлам Браун
- Вільям Колброн